# Capilla del Ángel de la Guarda (Ponte de Lima)

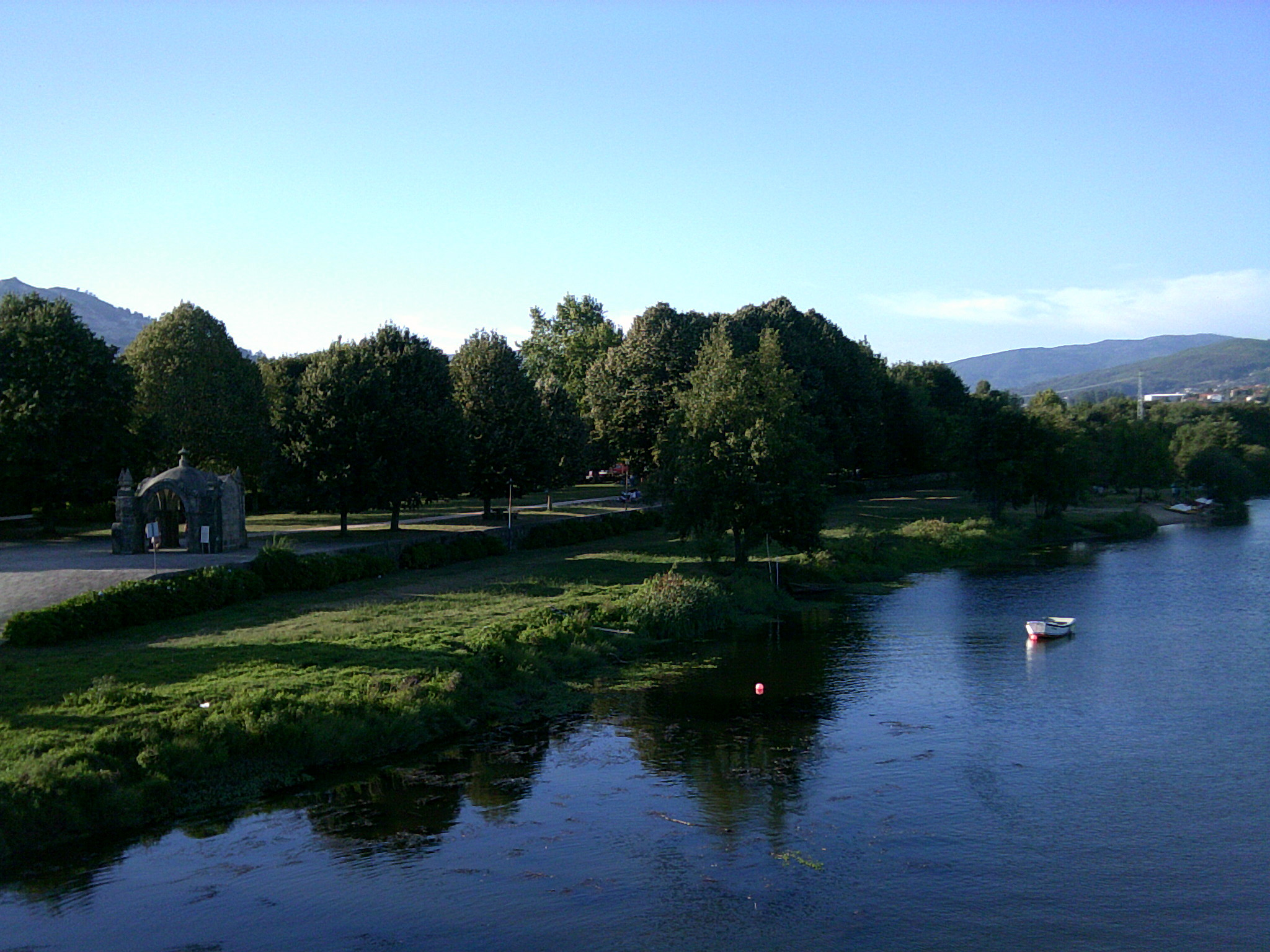
Río Lima, Ponte de Lima: al fondo la Capilla del Ángel de la Guarda.

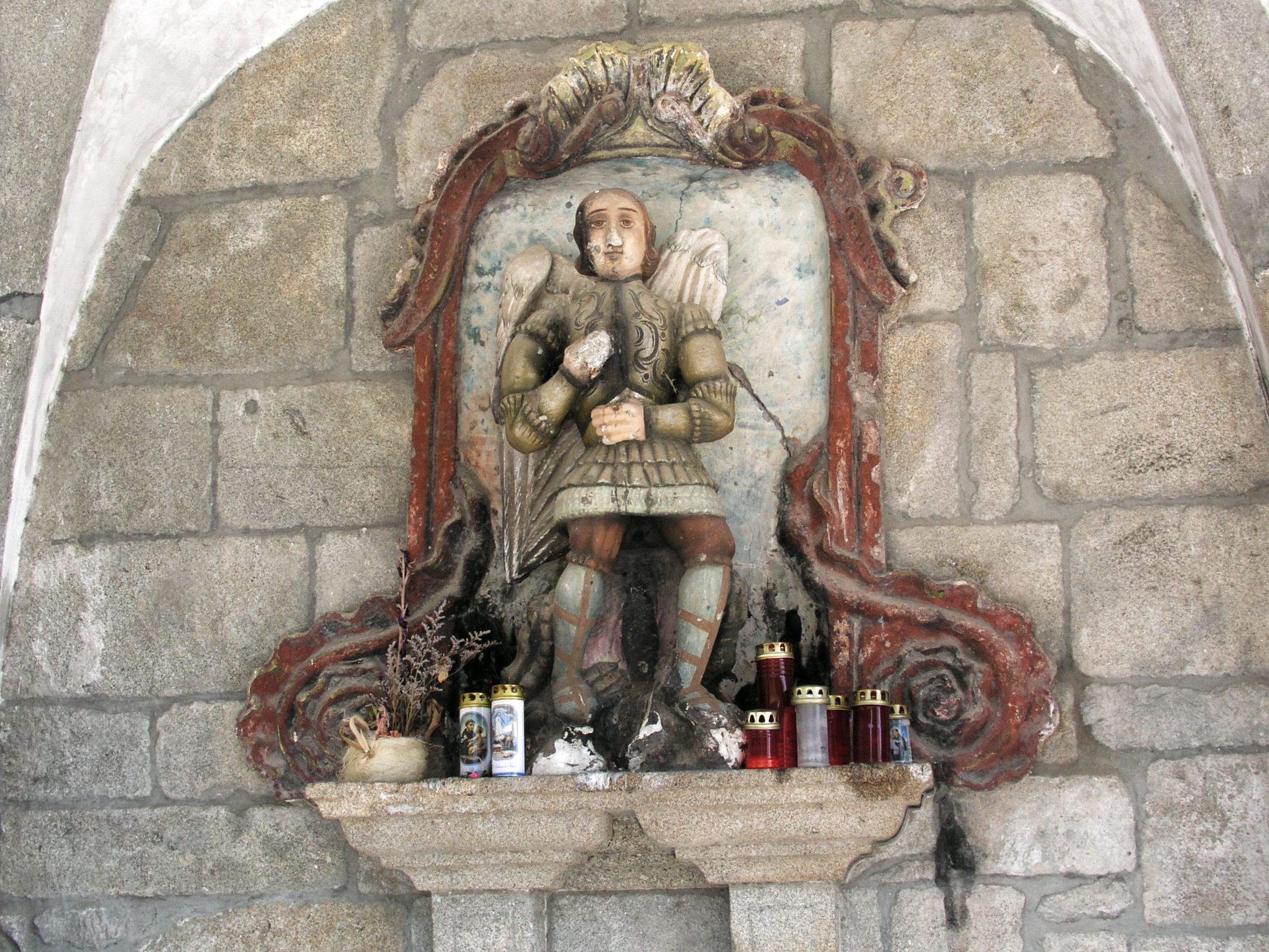
Capilla del Ángel de la Guarda: imagen de São Miguel.

La Capilla del Ángel de la Guarda, también conocida como Patrón de San Miguel, está situada en la orilla derecha del río Lima, cerca del puente romano que la cruza, en la parroquia de Ponte de Lima, en el pueblo del mismo nombre, distrito de Viana do Castelo, en Portugal.

## Historia
Posiblemente se remonta a un primitivo templo  románico tardío, construido a finales del siglo XIII como lugar de devoción cerca de ese importante punto de cruce del río.
Después de ser parcialmente destruido por las aguas durante una de las inundaciones del río, fue reconstruido en el siglo XVIII, cuando recibió un refuerzo en los pilares y la imagen de San Miguel.
Fue venerado hasta 1834 a expensas del Senado del Consejo de la Ciudad.
Está clasificado como Monumento Nacional por el Decreto Nº 95/78, publicado por el Diario de la República Nº 210 del 12 de septiembre de 1978.

## Características
Es una capilla de planta cuadrada, en piedra de granito, es una estructura de una sola sección que descansa sobre columnas y está cubierta por una bóveda de crucería. Tres caras se abren al exterior, por medio de arcos apuntados, siendo la cuarta, la orientada al sur, cerrada y que sirve de muro profundo, donde se adosan, en la cara interior y en el centro, un altar sobre dos ménsulas, donde se encuentra una imagen  policromada de San Miguel. Un chapitel de piedra cierra la bóveda.